# Vaira Vīķe-Freiberga
Vaira Vīķe-Freiberga, latvijska političarka, * 1. december 1937.
Med letoma 1999 in 2007 je bila predsednica Latvije.

## Odlikovanja in nagrade
Leta 2002 je prejela zlati častni znak svobode Republike Slovenije z naslednjo utemeljitvijo: »za zasluge pri utrjevanju prijateljskih meddržavnih odnosov med Republiko Slovenijo in Republiko Latvijo.«